# Parc national de Jasmund
Le parc national de Jasmund (Nationalpark Jasmund) se trouve sur la presqu'île de Jasmund dans le nord-est de l'île de Rügen, dans le land allemand de Mecklembourg-Poméranie-Occidentale. Ouvert le 12 septembre 1990 et d'une superficie de 3 003 ha, il est le plus petit parc national allemand.

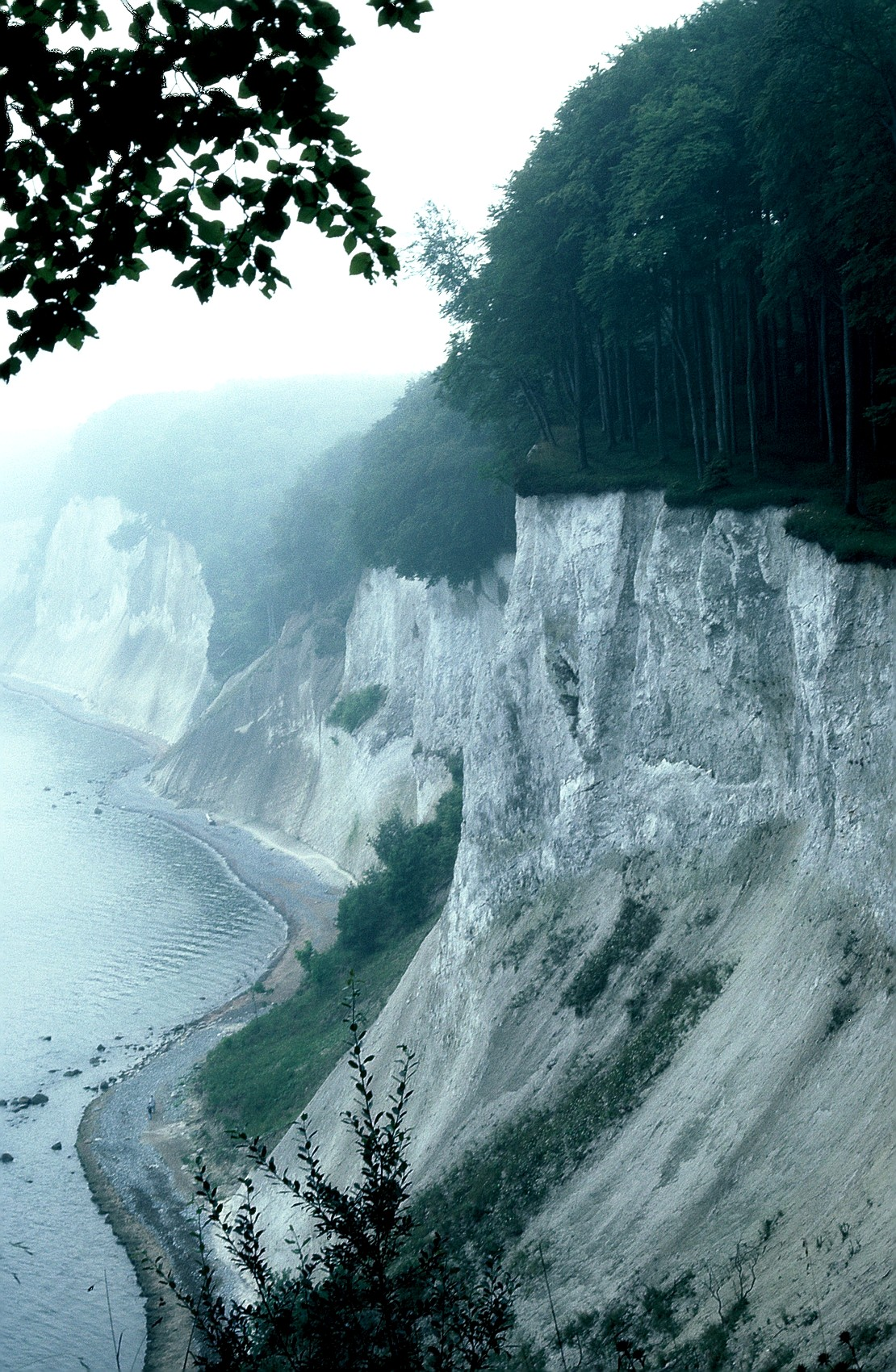

Les falaises de l'île de Rügen, battues par les vents de la mer Baltique, sont sans cesse soumises à l'érosion. Les éoliennes y sont reines. L'île juxtapose des collines boisées et des plages de sable. D'impressionnants reliefs dominent la côte, près du cap Arkona. Les falaises de craie du parc national de Jasmund ont inspiré les peintres de l'école romantique. Jouissant d'un climat maritime tonique, Rügen est une villégiature renommée. Chaque tempête emporte dans la mer de gros morceaux de rochers ainsi que des arbres. Des fossiles sont ainsi mis au jour. On peut y découvrir des restes fossilisés d'oursins, d'éponges ou de bivalves. L'érosion de la côte s'est accélérée au XIXe et XXe siècles, depuis que l'on a utilisé, dans la construction des ports de l'île, beaucoup de rochers qui agissaient comme brise-lames.
Le site remarquable du parc est le « Königsstuhl » (le fauteuil des rois), un rocher haut de 119 mètres près duquel se situe le centre d'accueil des visiteurs. Chaque année, 500 000 personnes en moyenne viennent jusqu'au point de vue pour admirer les falaises battues par la mer. Un autre site est mondialement connu, il s'agit des « Wissower Klinken » (les "Poignées" de Wissow) qui ont en partie disparu lors d'un éboulement de la falaise le 24 février 2005. On considère à tort qu'ils ont inspiré Caspar David Friedrich en 1818 pour son tableau Kreidefelsen auf Rügen  (Falaises de craie sur l'île de Rügen).

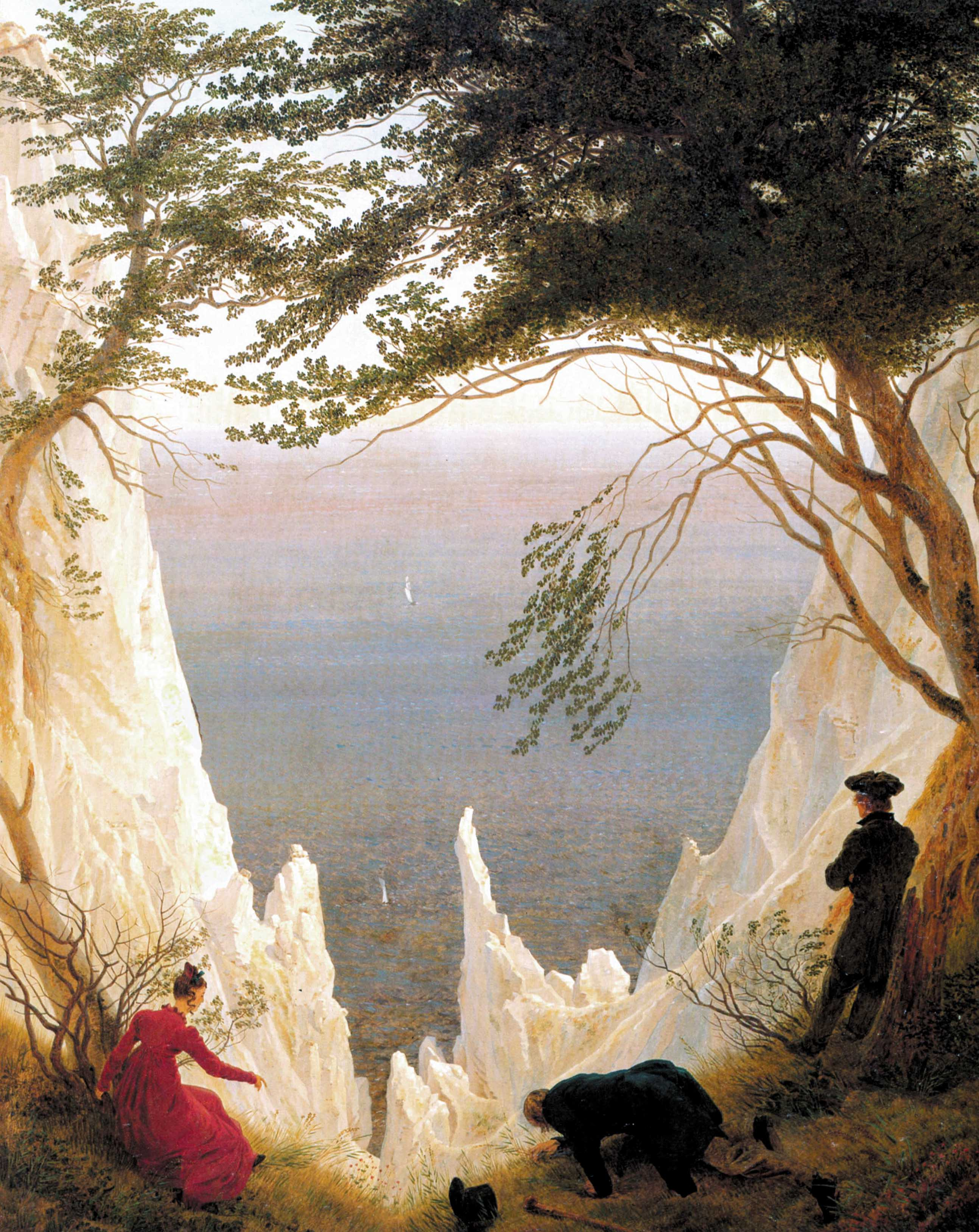
Caspar David Friedrich Kreidefelsen auf Rügen
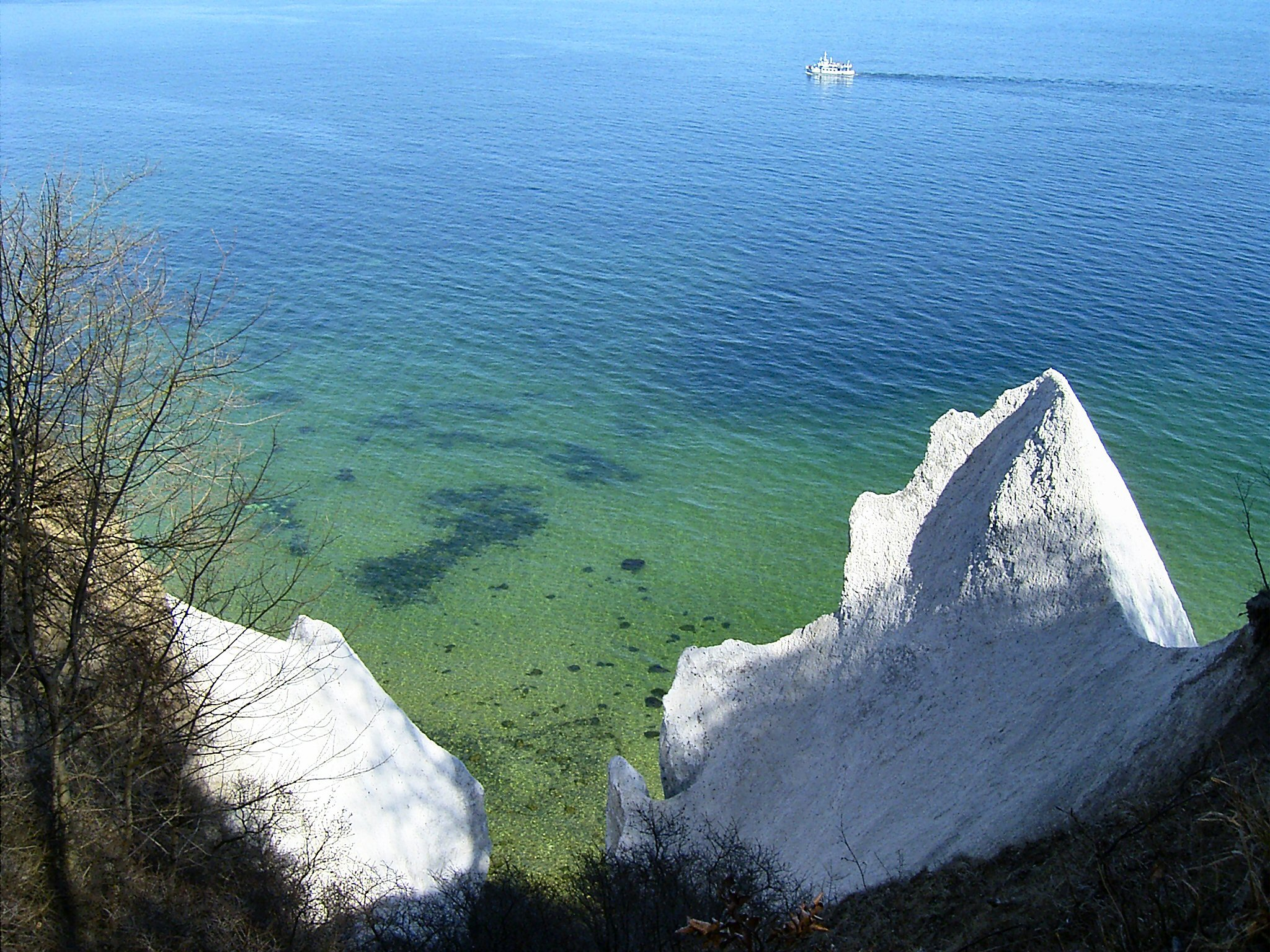
Wissower Klinken en avril 2004 (avant éboulement)
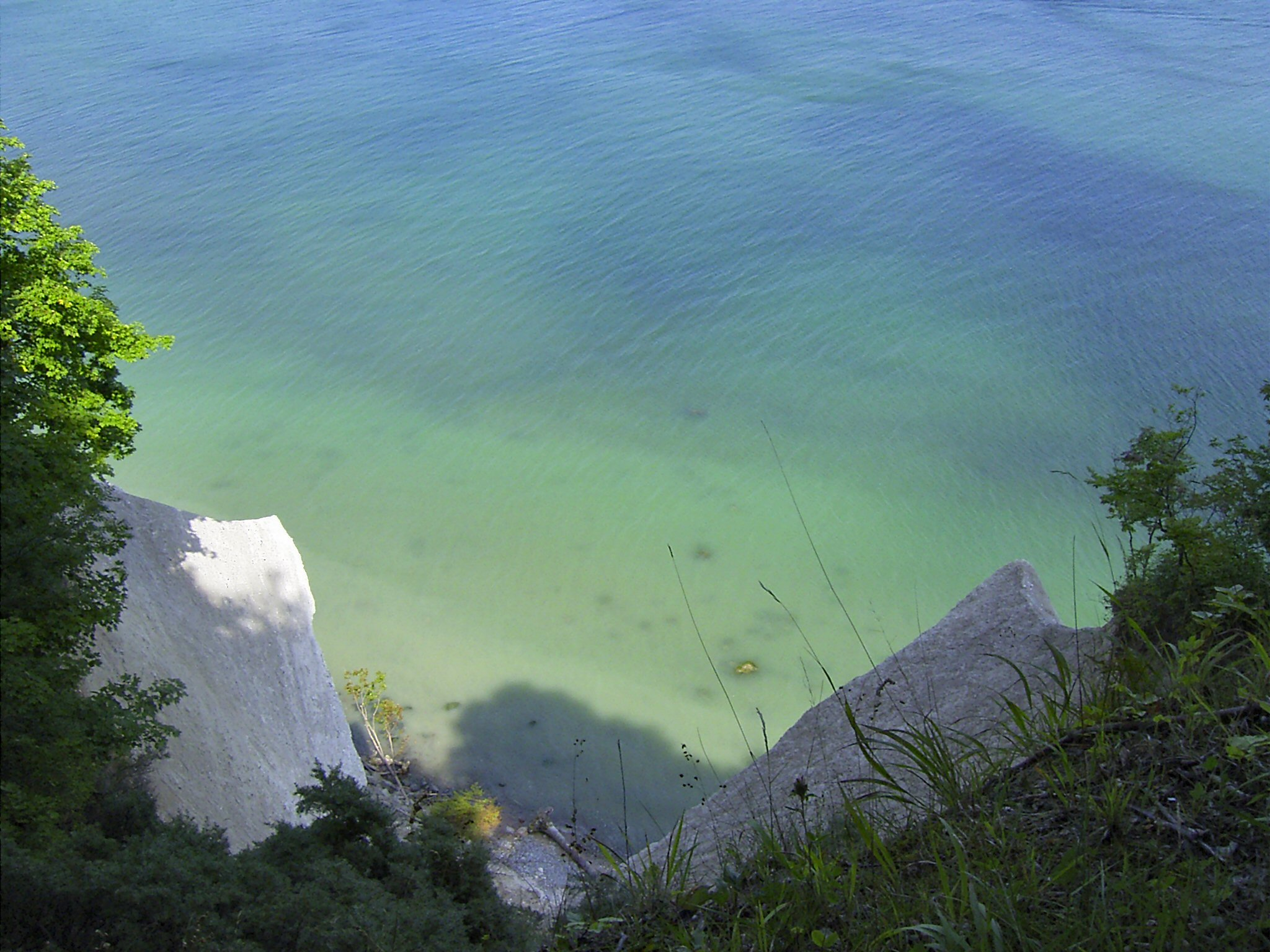
Wissower Klinken en août 2005 (après éboulement)
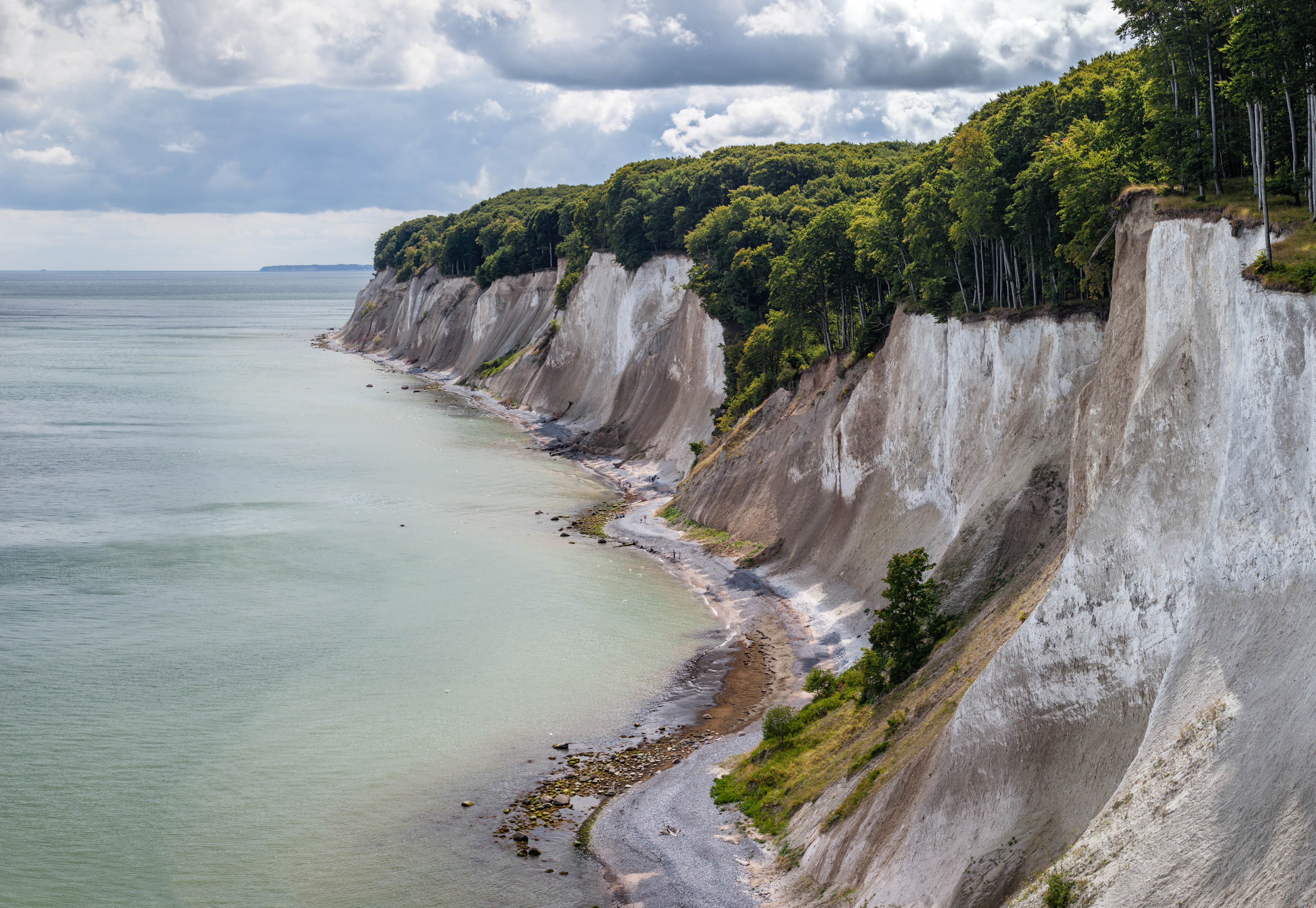
Perspective des falaises dans le parc national de Jasmund. Aout 2018.

## Faune et flore

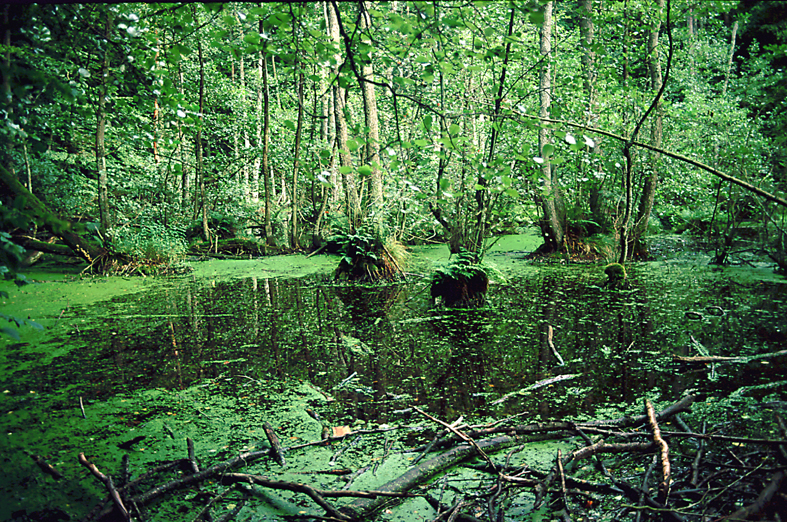
Marais dans le parc national de Jasmund.

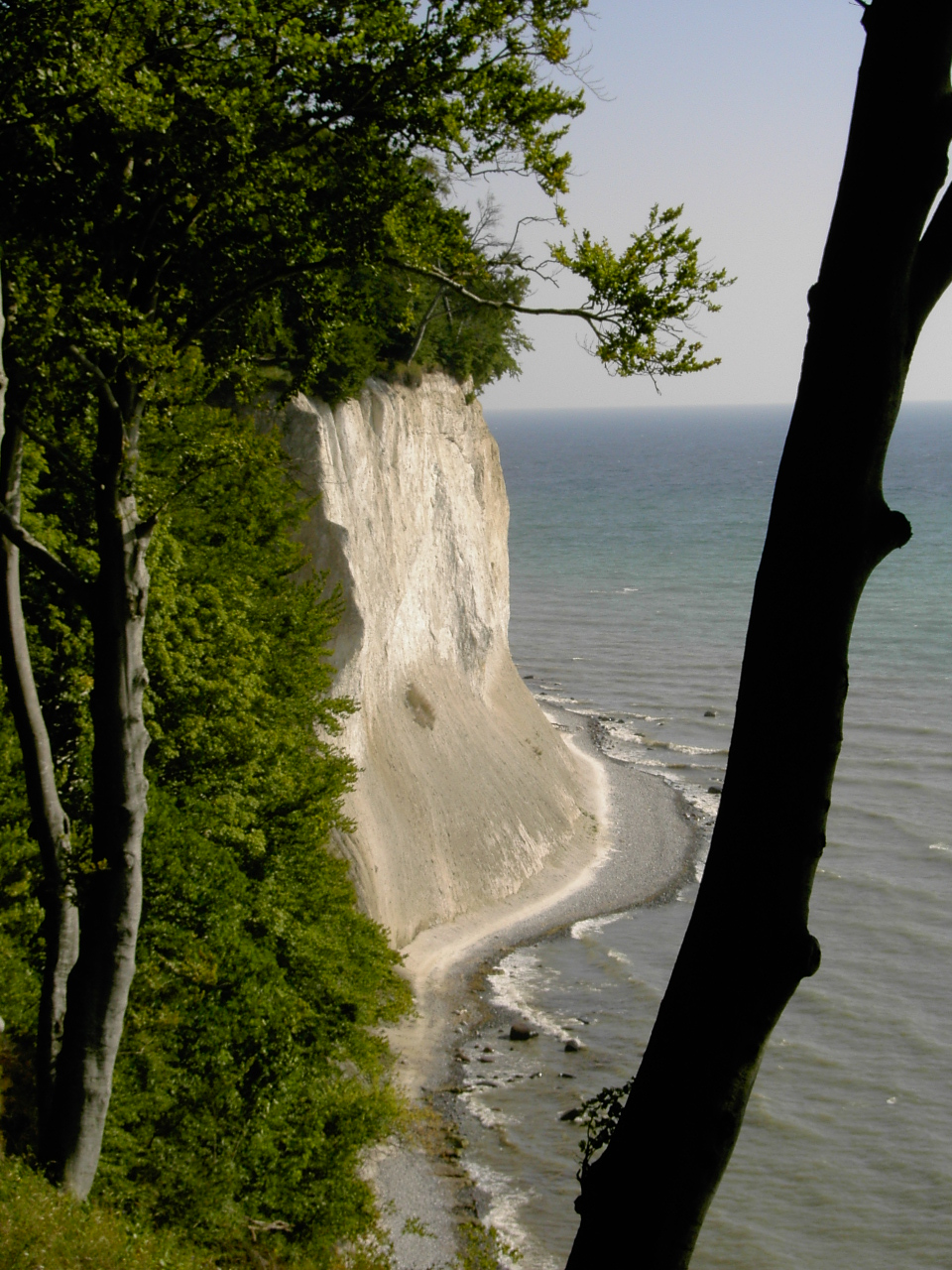
Falaise et forêt

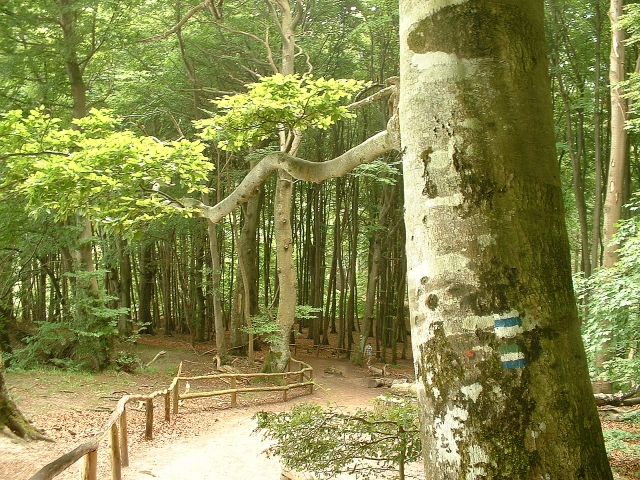

Les falaises et la forêt de la Stubnitz parsemée de kettles et de tourbières sont riches d'une flore et d'une faune particulière.
Ainsi parmi les aulnes noirs, les pommiers sauvages, les sorbiers torminaux et les ifs, on peut trouver aussi des orchidées (orchis pourpre, sabot de Vénus) et des plantes carnivores (droséra à feuilles rondes).
C'est le seul endroit d'Allemagne où on peut rencontrer le cosmotriche, un papillon de nuit de couleur crème. Les zones humides attirent les rainettes vertes et le martin-pêcheur. En raison d'un climat local particulièrement frais et humide, on peut noter la présence inattendue de la planaire, un ver aquatique qui ne vit habituellement qu'en montagne. Il faut cependant signaler un inconvénient dû au grand nombre de touristes : le faucon pèlerin et le pygargue à queue blanche ont quitté l'île[réf. souhaitée].

## Histoire
Une partie du parc 492 ha a été inclus dans le site du patrimoine mondial des forêts primaires de hêtres des Carpates et forêts anciennes de hêtres d’Allemagne en 2011.